# Dębowiec (powiat cieszyński)

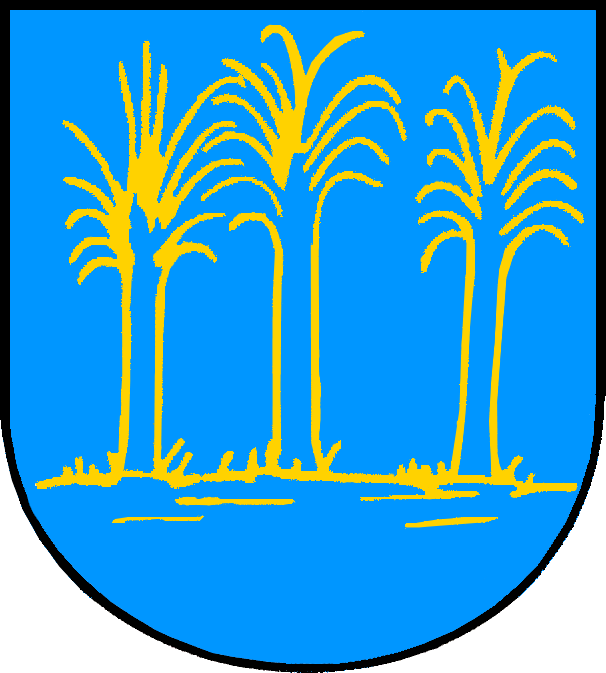
Nieoficjalny herb wsi Dębowiec

Dębowiec (cz. Dubovec, niem. Baumgarten) – wieś w Polsce, położona w województwie śląskim, w powiecie cieszyńskim, w gminie Dębowiec, w historycznych granicach regionu Śląska Cieszyńskiego. Siedziba tejże gminy.
W latach 1954–1972 wieś należała i była siedzibą władz gromady Dębowiec. W latach 1975–1998 wieś należała administracyjnie do województwa bielskiego.
Powierzchnia sołectwa wynosi 1317 ha, liczba ludności 1786 (2008), co daje gęstość zaludnienia równą 135,6 os./km².

## Geografia
Wieś położona jest na pograniczu Pogórza Cieszyńskiego, Wysoczyzny Kończyckiej i Doliny Górnej Wisły. Od strony północnej sąsiaduje z Pruchną i Ochabami, od wschodniej z Wiślicą (na bardzo krótkim odcinku), Simoradzem, na południowym wschodzie z Iskrzyczynem, na południu z Kostkowicami, na zachodzie z Hażlachem i Rudnikiem. Krajobraz wsi jest silnie ukształtowany przez przepływającą przez nią rzekę Knajkę (lewy dopływ Wisły) i umiejscowione wzdłuż niej stawy rybne (237 ha) i pola uprawne (ok. 50% terenu).
| SIMC    | Nazwa      | Rodzaj    |
| ------- | ---------- | --------- |
| 0051546 | Chodniki   | część wsi |
| 0051552 | Hersztówki | część wsi |
| 0051569 | Łęg        | część wsi |
| 0051575 | Pole       | część wsi |

Dawniej do Dębowca należała, dziś położona w Simoradzu, Dębina (niem. Eichenfeld), od reszty Simoradza oddzielona potokiem Wilamowickim, niegdyś należąca do „Jana na Dębowcu”, który podarował ją Simoradzowi.

## Historia
Miejscowość po raz pierwszy wzmiankowana została w łacińskim dokumencie Liber fundationis episcopatus Vratislaviensis (pol. Księga uposażeń biskupstwa wrocławskiego), spisanej za czasów biskupa Henryka z Wierzbna ok. 1305 w szeregu wsi zobowiązanych do płacenia dziesięciny biskupstwu we Wrocławiu, w postaci item in Dambonczal. Wieś politycznie znajdowała się wówczas w granicach utworzonego w 1290 piastowskiego (polskiego) księstwa cieszyńskiego, będącego od 1327 lennem Królestwa Czech, a od 1526 roku w wyniku objęcia tronu czeskiego przez Habsburgów wraz z regionem aż do 1918 roku w monarchii Habsburgów (potocznie Austrii).
Powstała być może jeszcze w połowie XIII wieku, była etnicznie polska, lecz w trakcie spisywania Liber fundationis... nie w pełni uformowana (brak określenia liczby łanów, z których będzie płacony podatek). W tym czasie jednak osiedliła się tu nieznana liczba osadników niemieckich. Nadali oni wspólnej miejscowości niemiecką nazwę Baumgarten i przyczynili się do jej szybszego rozwoju. Owa niemiecka nazwa w postaci Bemgard ujawniła się po raz pierwszy w sprawozdaniu z poboru świętopietrza z 1335 w diecezji wrocławskiej na rzecz Watykanu sporządzonego przez nuncjusza papieskiego Galharda z Cahors wśród 10 parafii (miejscowości) archiprezbiteratu w Cieszynie. Tutejszej parafii św. Małgorzaty Dziewicy i Męczennicy początkowo służył kościół drewniany. Parafia została ponownie wymieniona w spisie sporządzonym przez archidiakona opolskiego Mikołaja Wolffa w 1447 pod nazwą Bomgarte.
Dość szybko Dębowiec został własnością szlachecką. Stał się gniazdem rodowym szeroko rozgałęzionej rodziny szlacheckiej Słopów (Szłopów, Szłapów), pieczętującej się herbem Kornicz, której przedstawiciele osiągnęli w kolejnych latach szereg nie tylko lokalnych urzędów. Pierwszy znany z nich, Mikołaj Słop z Dębowca i Kóz (ur. ok. 1400 - zm. po 18 października 1475), piastował w latach 1434-1438 godność marszałka księstwa cieszyńskiego, skąd nosił później przydomek „Marszałek”. Pod koniec życia (od 24 listopada 1464) był kasztelanem oświęcimskim. Jego prawnuk, Jan z Dębowca (ur. ok. 1508 - zm. przed 7 marca 1550) był od 1534 r. aż do śmierci żupanem orawskim i właścicielem Zamku Orawskiego.
W XVI wieku z racji niedostatku produkowanej żywności przez pola uprawne na tym terenie zaczęły powstawać pierwsze gospodarstwa rybne.
W okresie reformacji miejscowa ludność w znacznym stopniu przyjęła nowe wyznanie luterańskie oraz przejęła miejscowy kościół, który został zwrócony katolikom przez specjalną komisję w 1654. 15 marca 1793 miejscowość została zakupiona przez księcia cieszyńskiego Alberta Sasko-Cieszyńskiego od Marklowskich. Do 1807 roku dzieci z Dębowca uczęszczały do szkoły w Simoradzu. W tym roku powstał jednak w miejscowości pierwszy budynek szkolny. W latach 1854–1856 wybudowano nowy, murowany kościół parafialny, konsekrowany w 1857, po czym rozebrany został poprzedni kościół drewniany.
W roku 1907 Gwarectwo Ostrawsko-Karwińskie podjęło na terenie Dębowca wiercenia w poszukiwaniu nowych złóż węgla. Po osiągnięciu głębokości 680 m, 10 października 1908 r. nastąpił gwałtowny wybuch gazu ziemnego, który rozrzucił elementy konstrukcji wiertniczej w promieniu 500 m. Huk wybuchu i wydobywających się gazów było słychać w Cieszynie, a nawet w odległej o 30 km Morawskiej Ostrawie. Gaz wydobywał się przez kilka miesięcy, a w 1909 r. całość zniszczył kilkudniowy pożar.
W 1905 założono w Dębowcu oddział Ochotniczej Straży Pożarnej. W 1908 wybudowano budynek szkolny z okazji sześćdziesięciolecia panowania monarchy austriackiego Franciszka Józefa. W 1912 na miejscowym cmentarzu ewangelickim poświęcono kaplicę, obecny kościół Zbawiciela.
| Rok             | 1880 | 1890 | 1900 | 1910 | 1921 |
| --------------- | ---- | ---- | ---- | ---- | ---- |
| Liczba ludności | 992  | 966  | 964  | 984  | 1007 |

Po I wojnie światowej miejscowość jako część Śląska Cieszyńskiego stała się przedmiotem polsko-czechosłowackiego konfliktu granicznego. W 1918 roku na bazie Straży Obywatelskiej miejscowi Polacy utworzyli lokalny oddział Milicji Polskiej Śląska Cieszyńskiego, który podlegał organizacyjnie 14 kompanii w Skoczowie. Ostatecznie Dębowiec znalazł się w 1920 w granicach II Rzeczypospolitej.
Po agresji wojsk niemieckich na Polskę w 1939 miejscowość została włączona do III Rzeszy. W nocy z 15 na 16 lutego 1941 na terenie Dębowca zostali zrzuceni na teren okupowanej Polski pierwsi Cichociemni. Brytyjski bombowiec „Adolphus” odbywał swój pierwszy lot do Polski, aby zrzucić skoczków pod Włoszczowę; błąd nawigatora oraz brak paliwa zmusił go do zrzutu spadochroniarzy, wśród których znajdowali się: Józef Zabielski (ps. Żbik), mjr Stanisław Krzymowski (ps. Kostka) i kurier Czesław Raczkowski (ps. Orkan), którzy później przedostali się do Krakowa. Zdarzenie to zostało upamiętnione odsłoniętym w 1991 obeliskiem w centrum miejscowości. W styczniu 1945 wycofujące się wojska niemieckie ewakuowały więźniów goleszowskiej filii obozu zagłady w Oświęcimiu, po drodze w „marszu śmierci” zginęło ich tu 19. Upamiętnia ich pomnik odsłonięty w 1949 w Dębowcu na tzw. Dolcach pod laskiem „Dólka”.
W 1950 r. grupa chłopów z Dębowca założyła pierwszą w powiecie cieszyńskim rolniczą spółdzielnię produkcyjną. Po drugiej wojnie światowej wznowiono też wydobycie gazu ziemnego. Jest on wydobywany do dziś, podobnie jak solanka jodowo-bromowa. W 1960 do użytku oddano budynek przedszkola.
10 listopada 1993 uroczyście otwarto nowy budynek szkolny, w którym dziś funkcjonują szkoła podstawowa i gimnazjum, przy których znajdują się sala gimnastyczna (ukończona w 1998), boisko szkolne (swoje mecze na nim rozgrywa też LKS „Strażak” Dębowiec) i boiska do siatkówki plażowej. Po otwarciu nowego budynku szkolnego w starej szkole przez 8 lat nie prowadzono zajęć. Wznowiono je w 2001 po remoncie, dla klas od pierwszej do trzeciej szkoły podstawowej.

## Religia
Na terenie Dębowca działalność duszpasterską prowadzą następujące Kościoły:
- Kościół Ewangelicko-Augsburski w RP (filiał parafii w Skoczowie)
- Kościół Rzymskokatolicki (parafia św. Małgorzaty)

## Turystyka
Przez miejscowość przechodzą trasy rowerowe:
- niebieska trasa rowerowa nr 254 – Kaczyce – Kończyce Wielkie – Dębowiec (14 km)
- żółta trasa rowerowa nr 11 – Landek – Skoczów – Cieszyn (39 km)

## Zabytek i pomniki przyrody
Jedynym zabytkiem na obszarze miejscowości wpisanym do rejestru zabytków nieruchomych a zarazem najstarszym budynkiem jest przystający do obory folwarczny spichlerz z przełomu XVIII i XIX wieku leżący na ul. Szkolnej 41. Zbudowany jest z kamienia i cegły, na planie ośmioboku, baniasty dach przykryty jest gontem.
Wzdłuż Knajki rośnie wiele starych dębów, z czego pięć jest zarejestrowanych jako pomniki przyrody.
| Obiekt                              | Wymiary                          | Szacunkowy wiek | Położenie                                                        | Data ustanowienia pomnikiem | Zdjęcie |
| ----------------------------------- | -------------------------------- | --------------- | ---------------------------------------------------------------- | --------------------------- | ------- |
| Dąb szypułkowy (Quercus robur)      | obw.: 345 cm wys.: 18 m          | 300 lat         | obok stawu Górniok 49°48′06,4″N 18°43′10,6″E/49,801778 18,719611 | 1959                        |         |
| Dąb szypułkowy (Quercus robur)      | obw.: 340 cm wys.: 22 m          | 250 lat         | na tzw. Dolcach                                                  | 1959                        |         |
| Dąb szypułkowy (Quercus robur)      | obw.: 420 cm wys.: 22 m          | 300 lat         | w parku podworskim 49°48′27,2″N 18°43′17,1″E/49,807556 18,721417 | 1959                        |         |
| Skupienie dwóch dębów (Quercus sp.) | obw.: 420 i 470 cm wys.: 20-22 m | 300 lat         | na pastwisku obok stodoły RSP                                    | 1959                        |         |

## Galeria

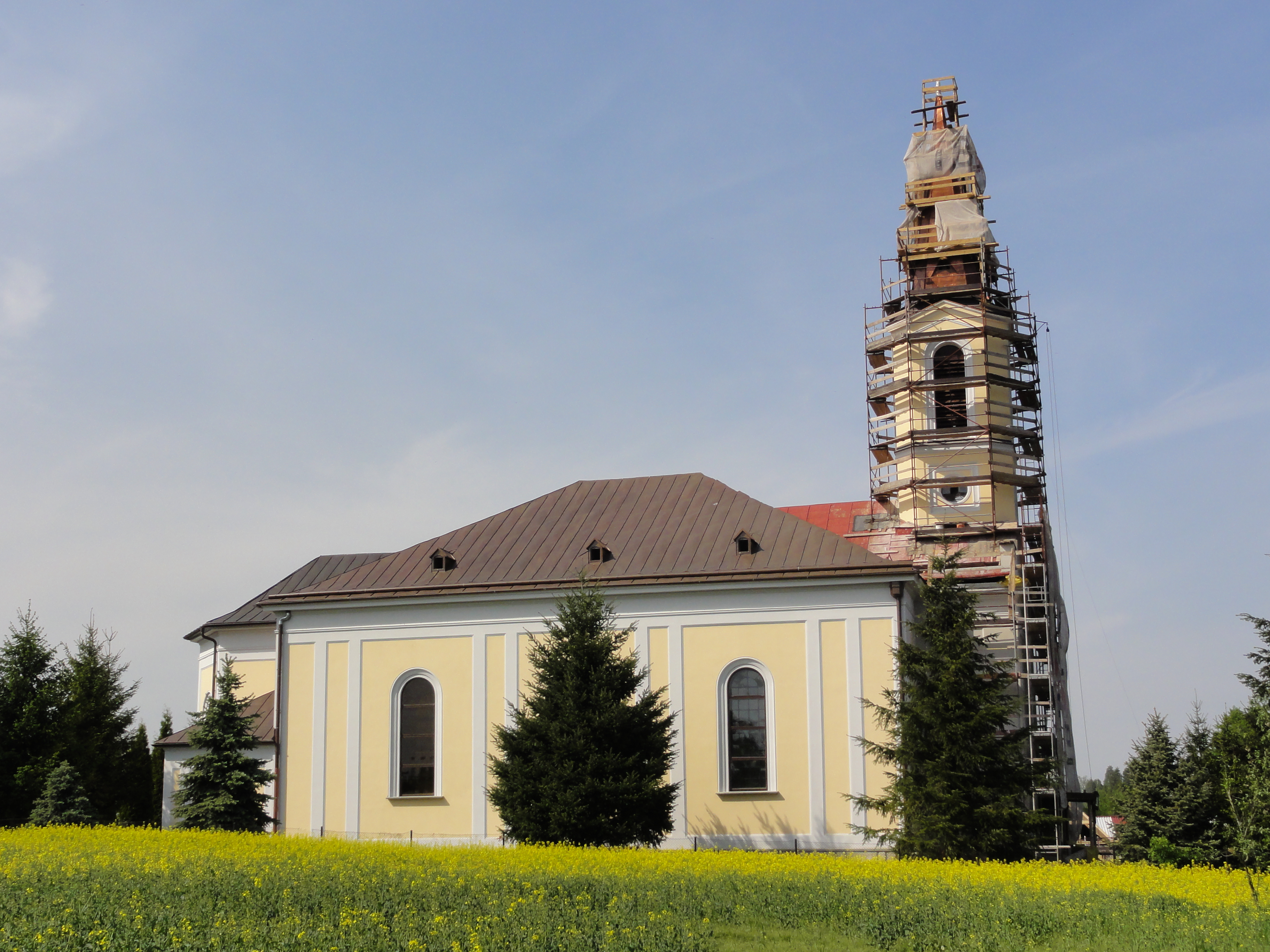
Kościół Katolicki pw. św. Małgorzaty
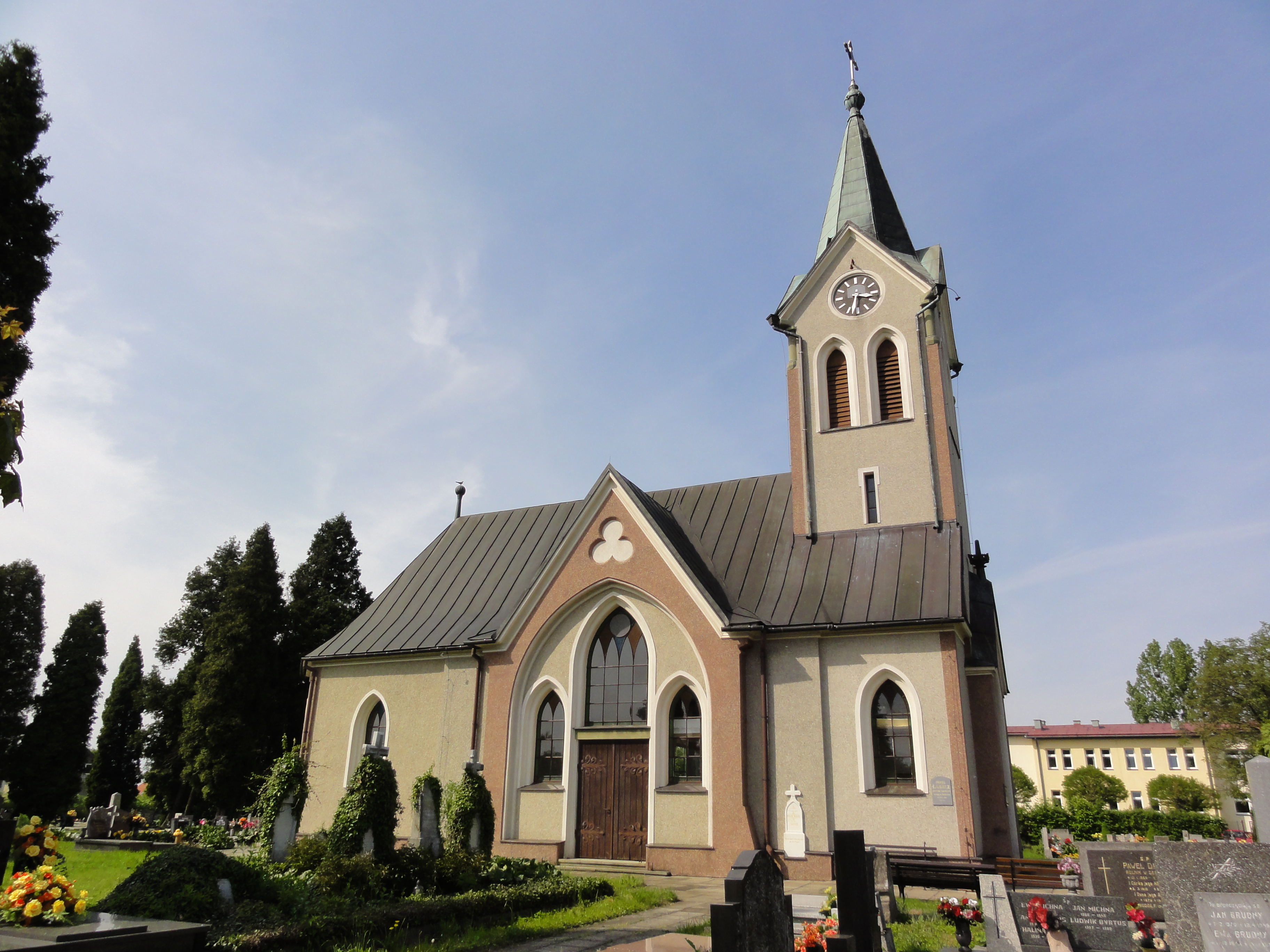
Kościół Ewangelicki Zbawiciela
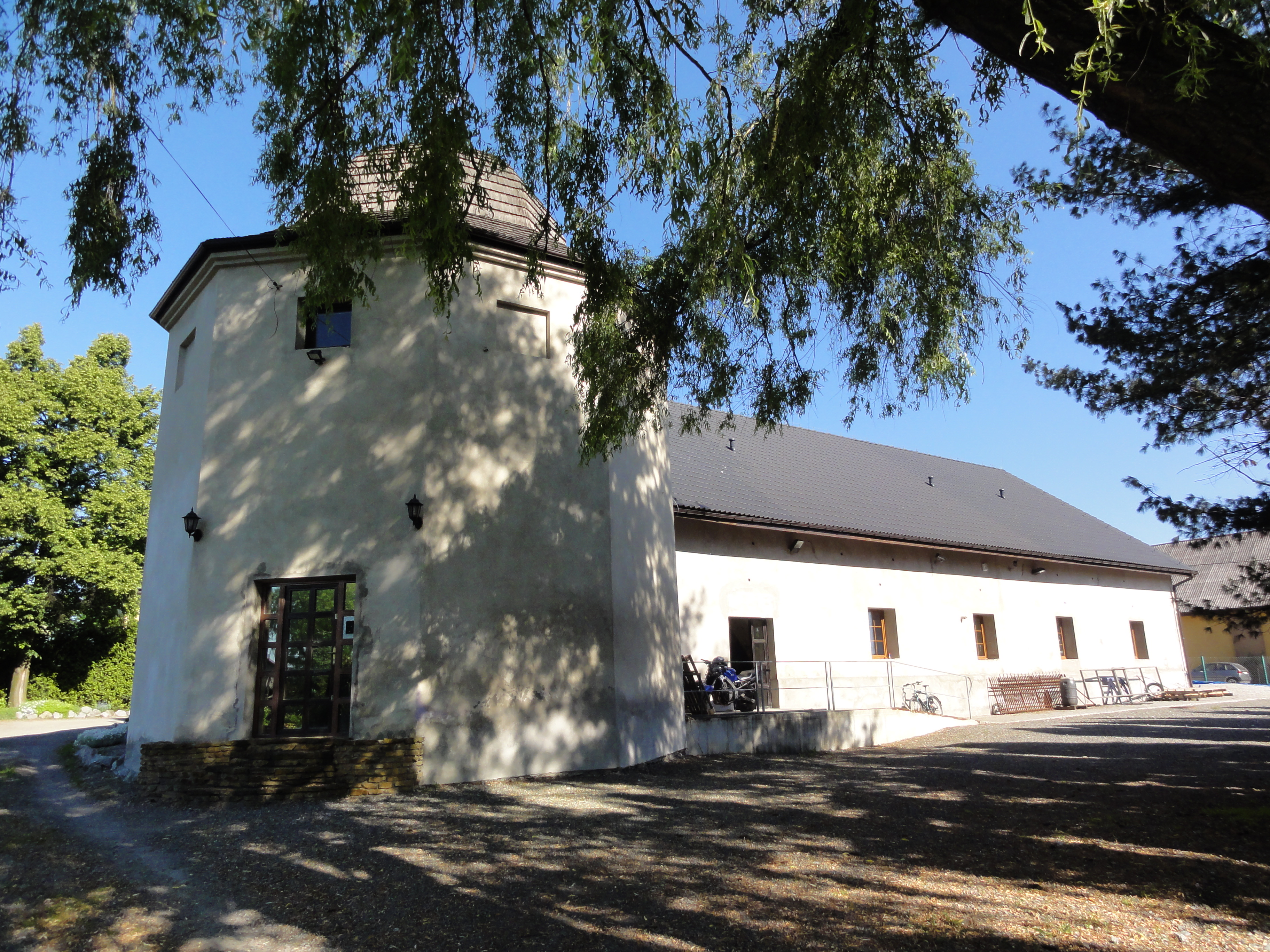
Zabytkowy spichlerz
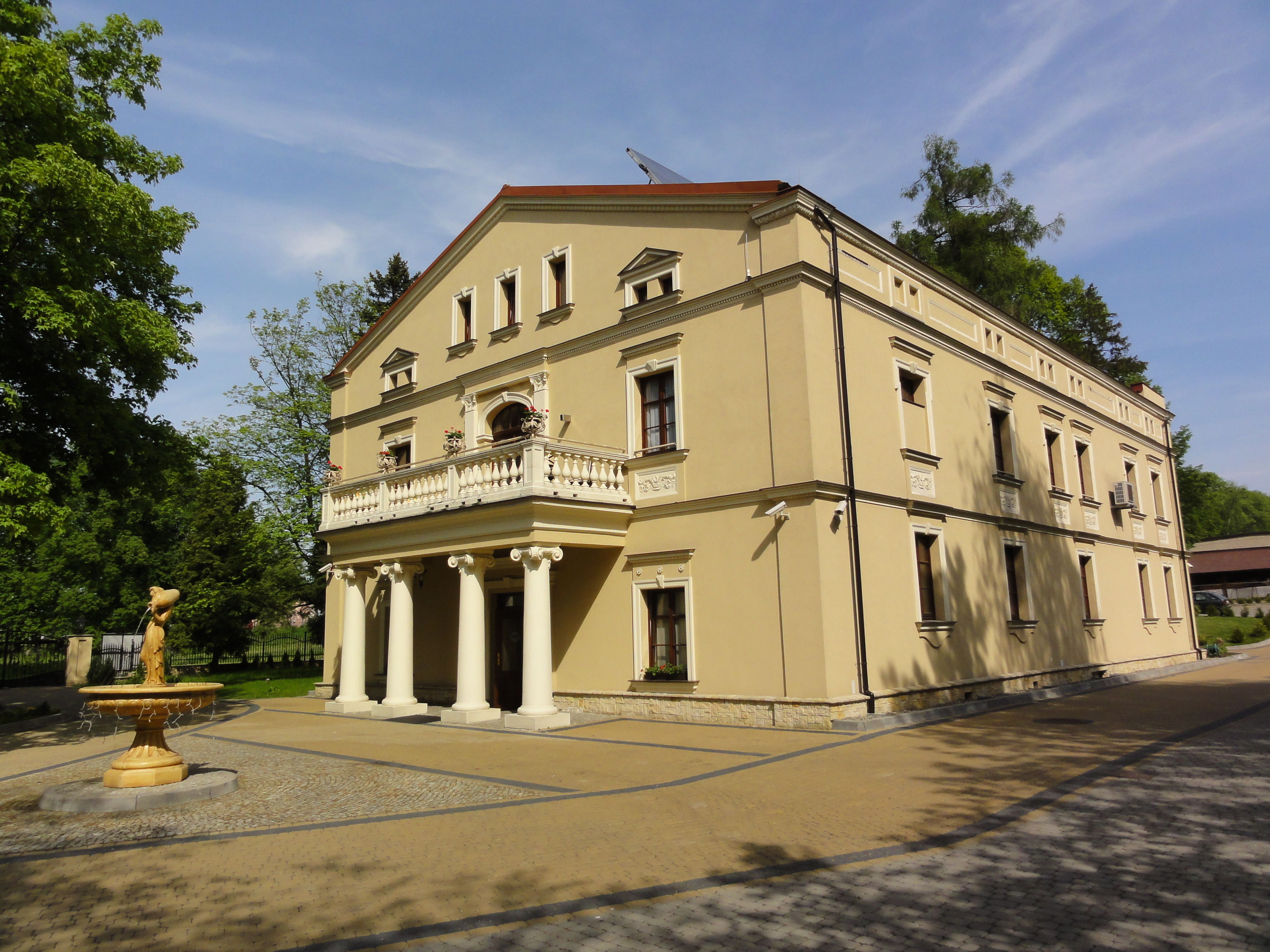
Dwór
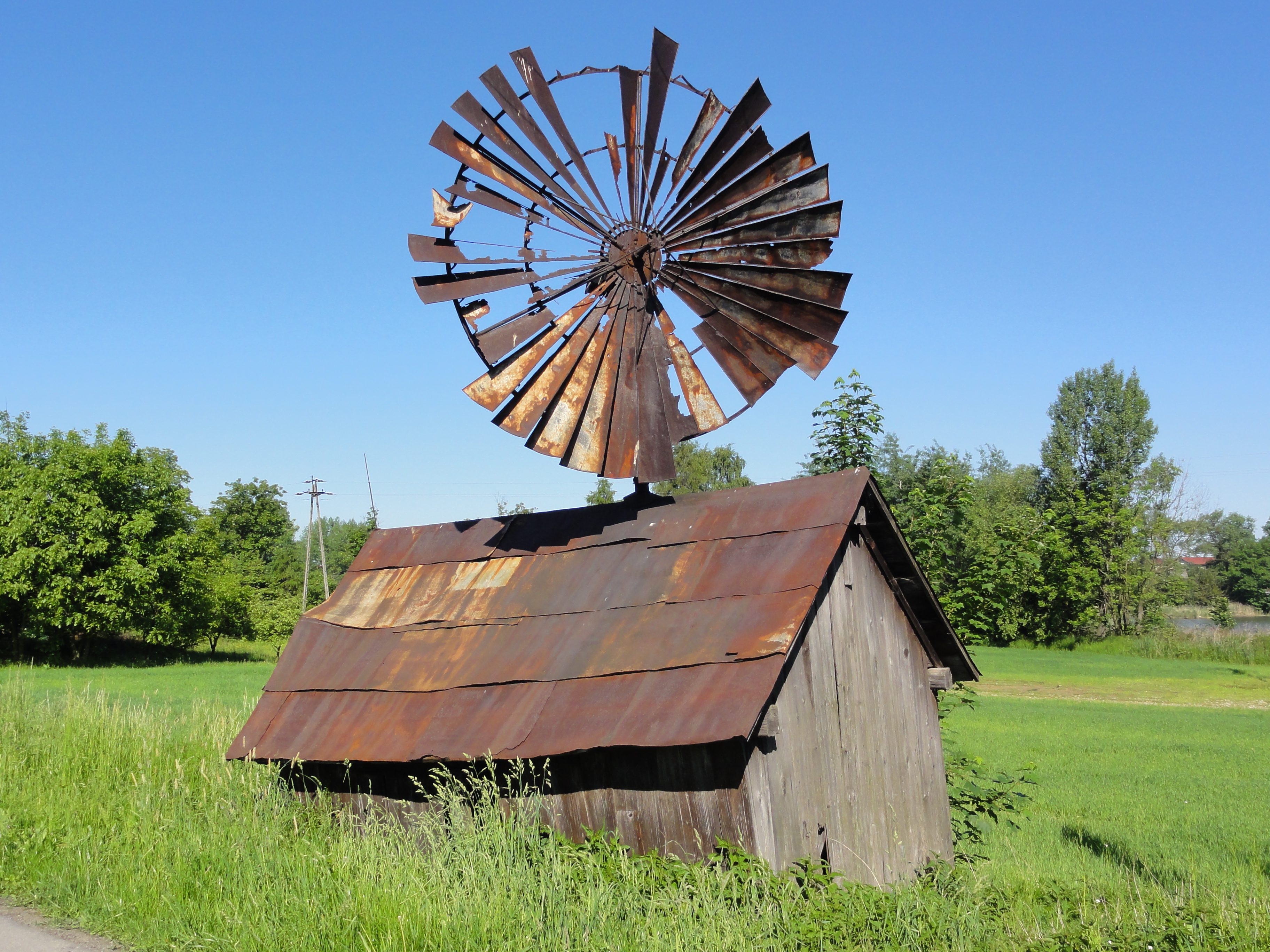
Stary młynek
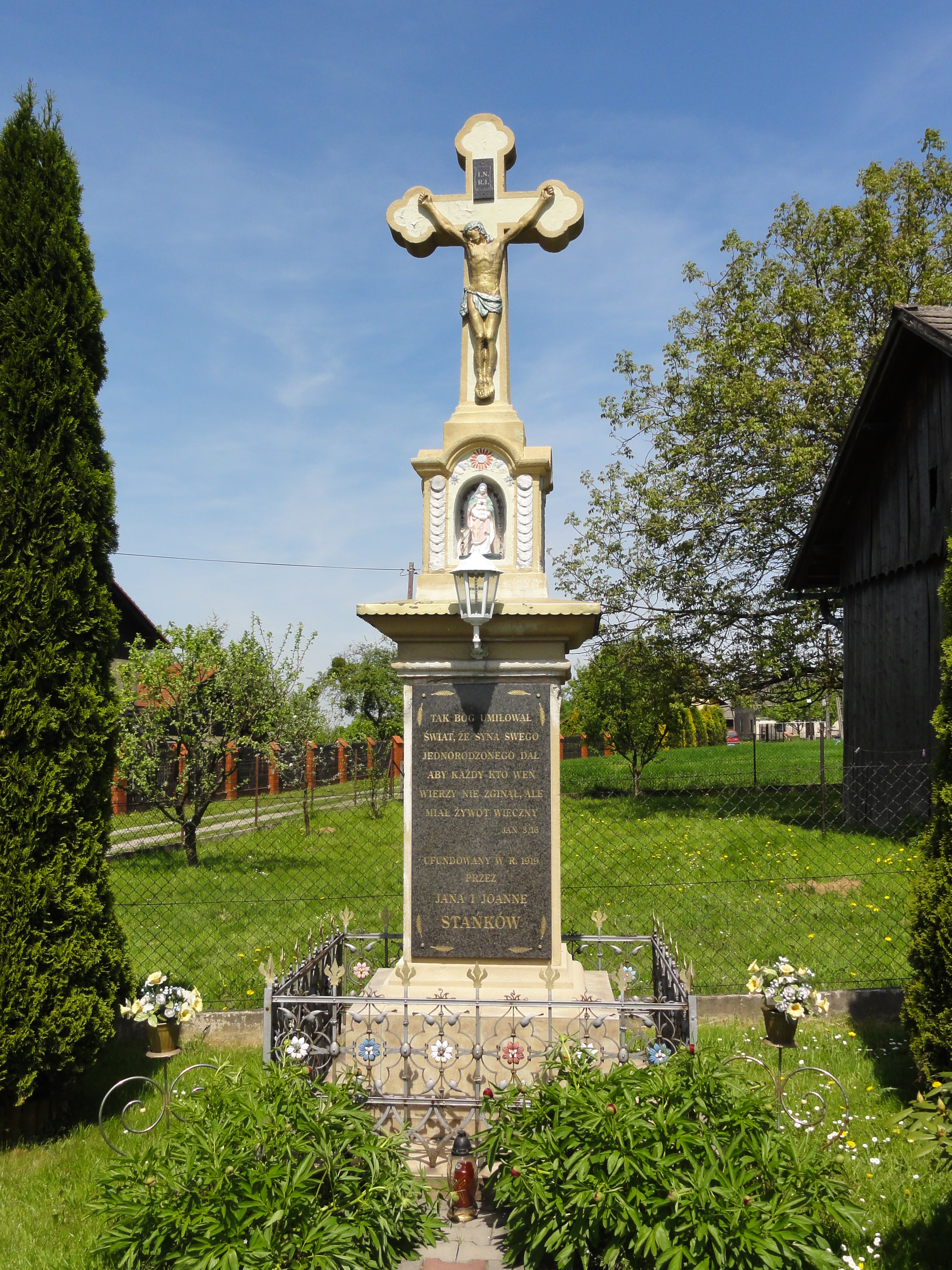
Krzyż przydrożny z 1919 r.
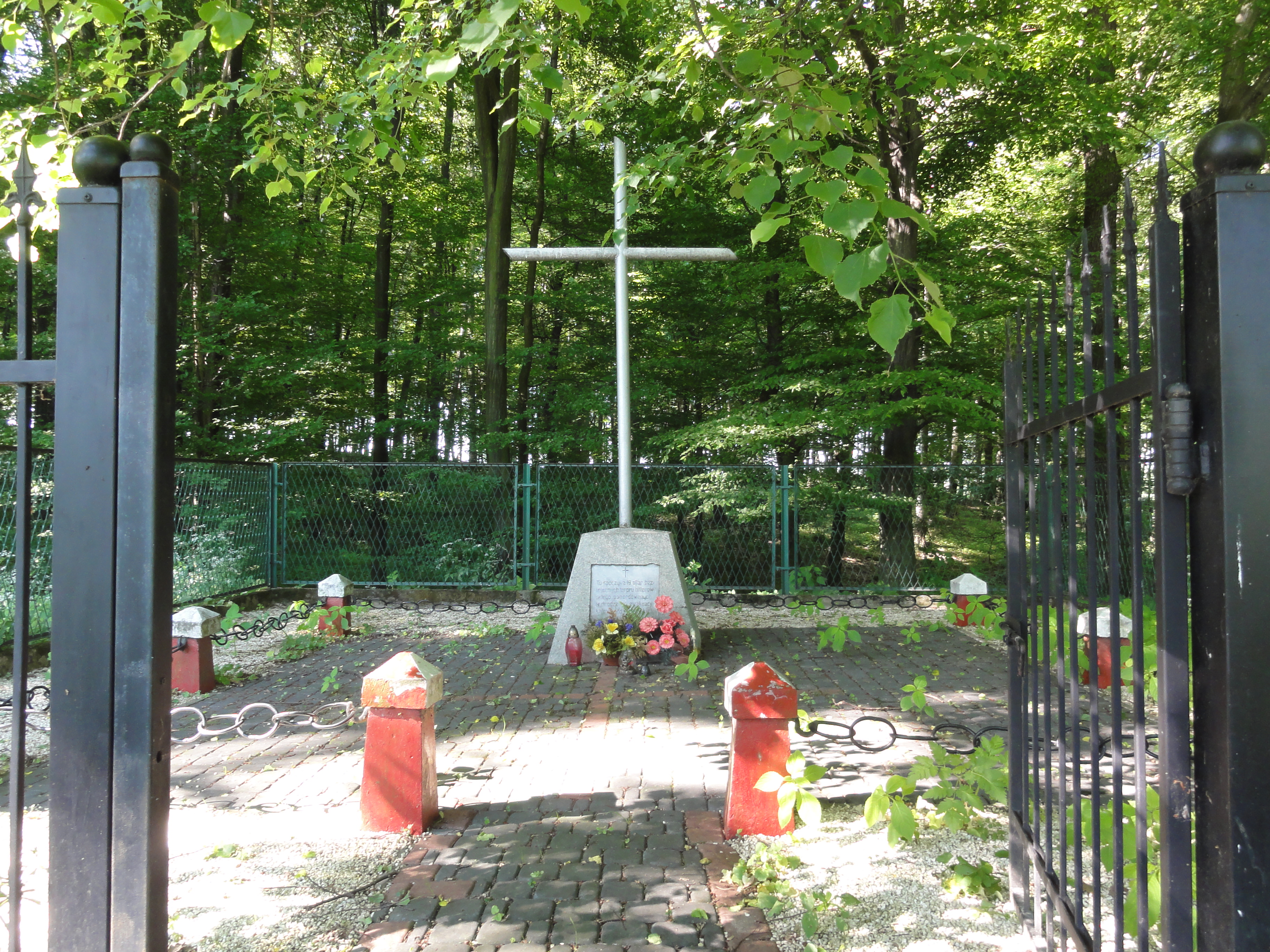
Pomnik na Dolcach
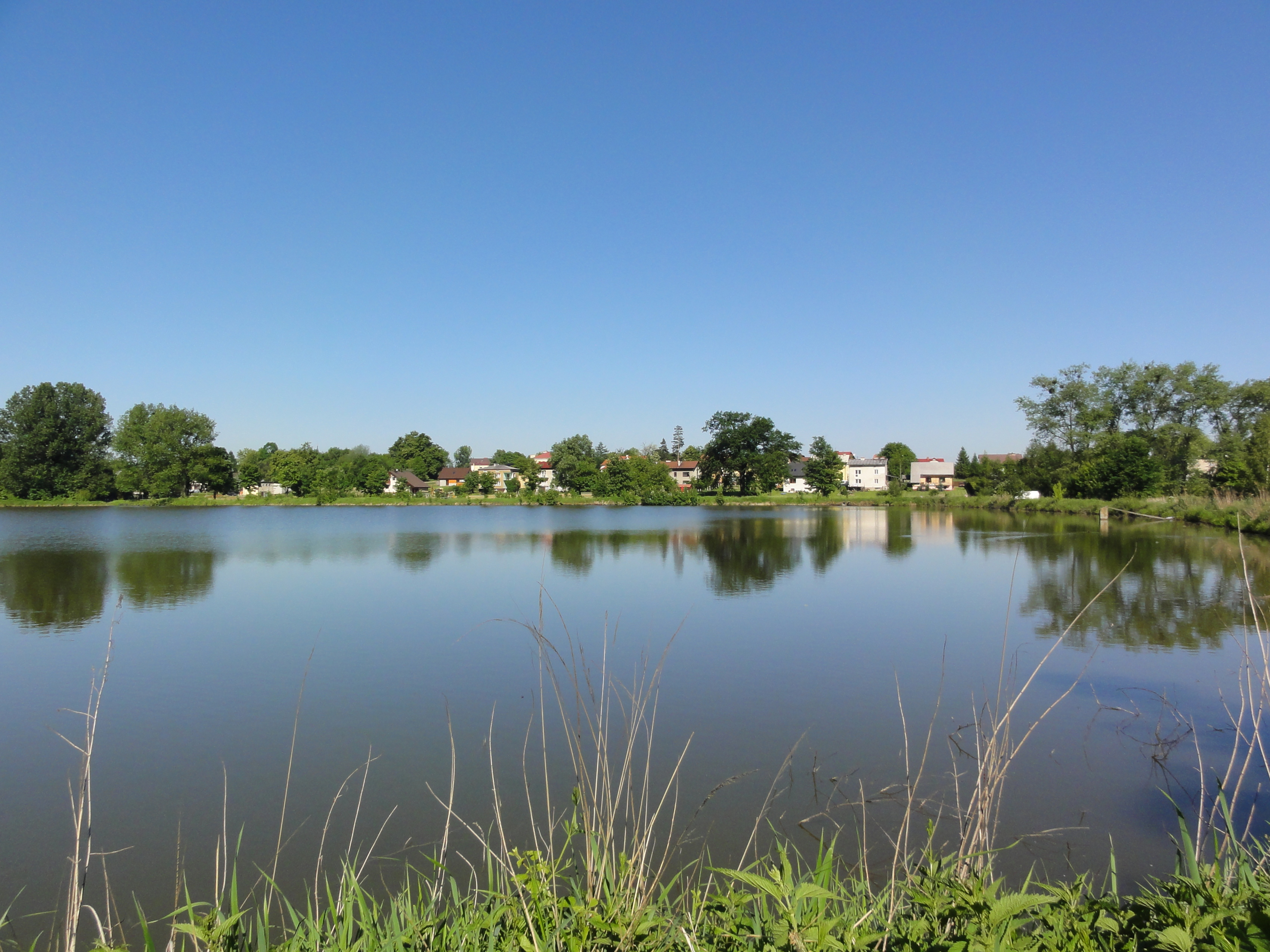
Stawy w Dębowcu
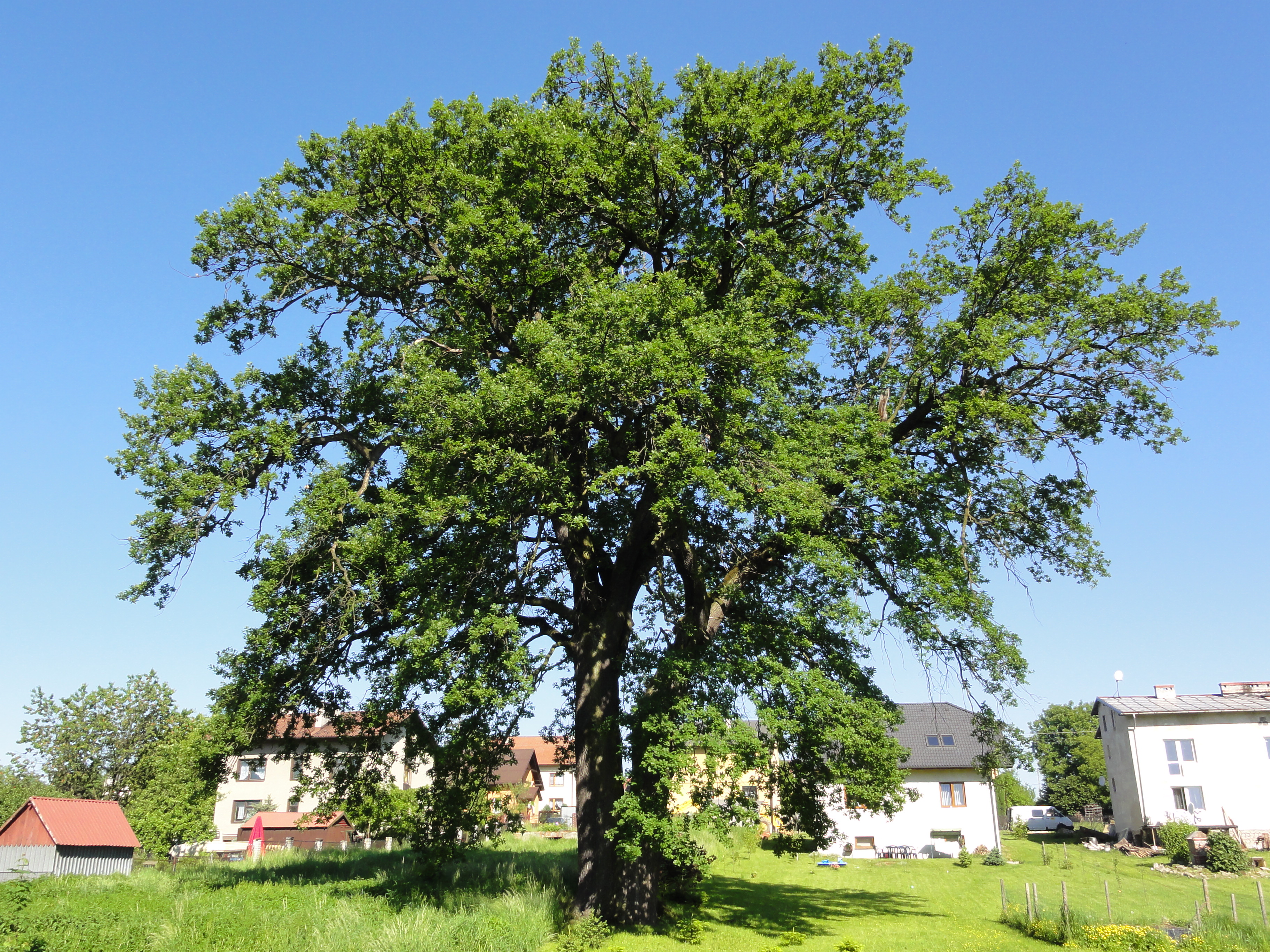
Pomnikowy dąb w centrum
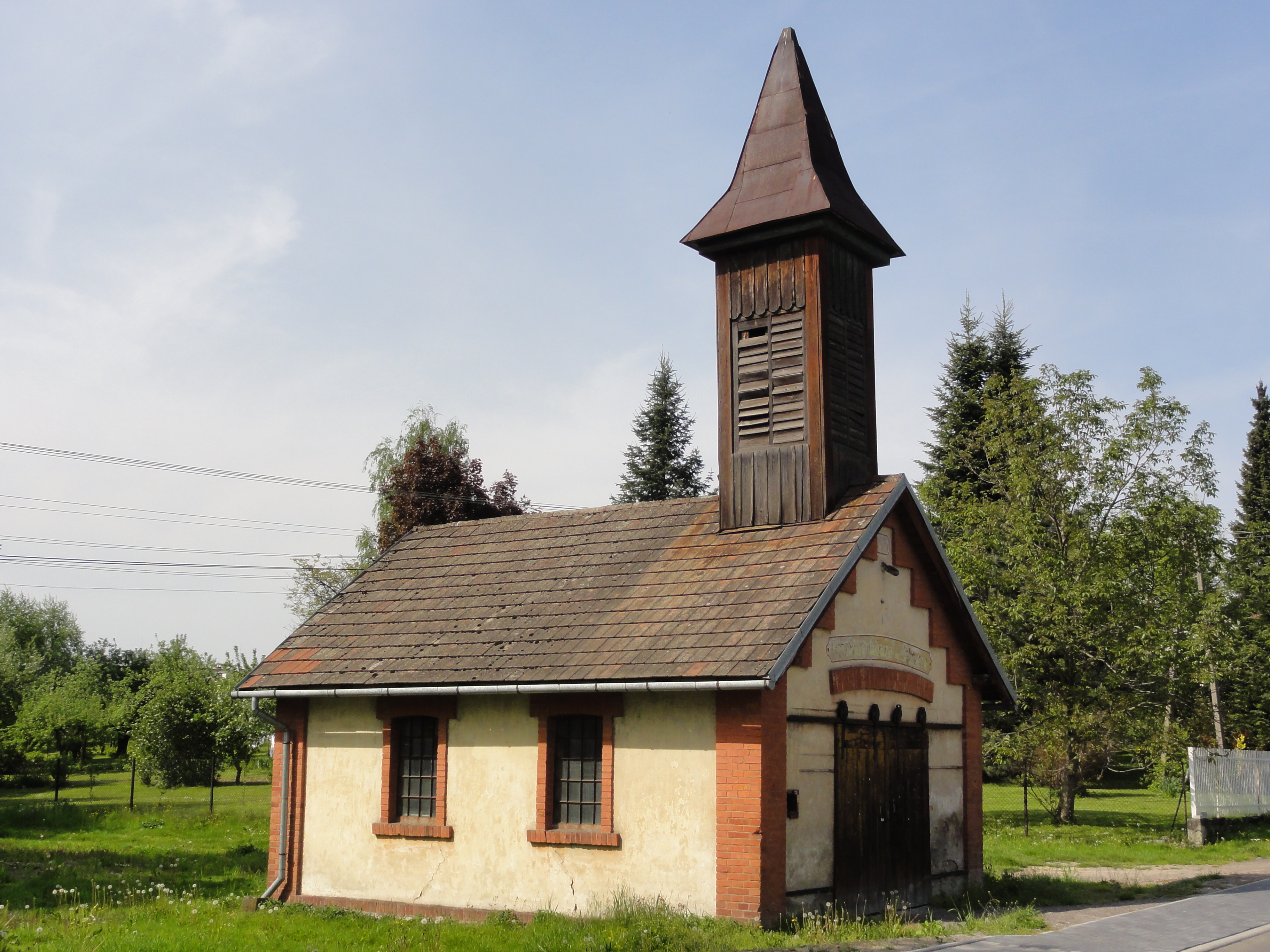
Dawna strażnica
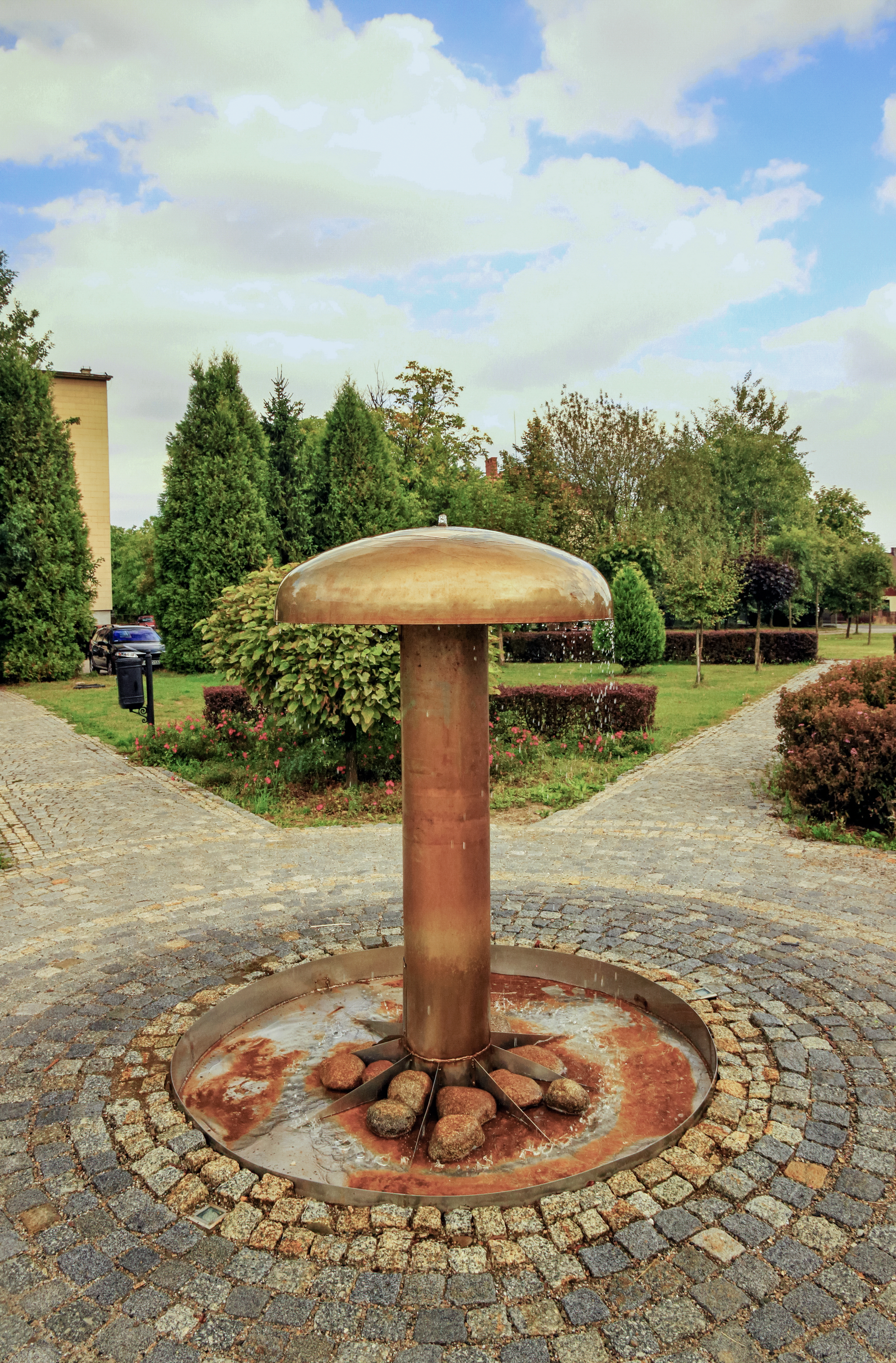
Tężnia solankowa w centrum